# Setodes hainanensis
Setodes hainanensis is een schietmot uit de familie Leptoceridae. De soort komt voor in het Oriëntaals gebied.